# Pseudotyrannochthonius rossi
Espèce
Pseudotyrannochthonius rossi est une espèce de pseudoscorpions de la famille des Pseudotyrannochthoniidae.

## Distribution
Cette espèce est endémique du Chili. Elle se rencontre vers Valdivia.

## Description
Le mâle holotype mesure 2,2 mm.

## Étymologie
Cette espèce est nommée en l'honneur d'Edward Shearman Ross.

## Publication originale
- Beier, 1964 : Die Pseudoscorpioniden-Faunas Chiles. Annalen des Naturhistorischen Museums in Wien, vol. 67, p. 307-375 (texte intégral).